# 飯田雅貴
飯田 雅貴（いいだ まさき、1985年2月10日 - ）は、日本プロ麻雀協会に所属する競技麻雀のプロ雀士。茨城県出身。

## 来歴
2007年に日本プロ麻雀協会に入会（4期後期）。
日本プロ麻雀協会主催のプロアマ混合戦である日本オープンにおいて、2023年3月に行われた第19回大会で2年連続決勝進出の宍戸涼、柴田吉和、荒木かずとの争いを制し初優勝。翌2024年の第20回大会も決勝卓5回戦で3トップを奪うなど安定した戦いで、第5・6回大会の藤崎智以来の日本オープン連覇を果たした。
初出場したMトーナメント20251stステージF卓では、第1試合2着で第2試合南4局に逆転手を仕上げるも、直撃しても届かない初戦トップの前田直哉の妙手に封じられ4着に終わり、2ndステージ進出を逃した。

## 獲得タイトル
- 日本オープン（第19回・第20回）
- チャンピオンロード～オータムCSシリーズ（第11期）